# Emma Peters (sångare)
Emma Peters, född 25 november 1996 i Lille, är en fransk låtskrivare och sångerska. Hennes genombrott kom 2019 när hon publicerade en egen tolkning av sången "Clandestina" på sin Youtube-kanal. År 2022 släppte hon sitt första album, "Dimanche".